# Thor: Ragnarok (trilha sonora)
Thor: Ragnarok (Original Motion Picture Soundtrack) é a trilha sonora do filme Thor: Ragnarok da Marvel Studios, composta por Mark Mothersbaugh. A Hollywood Records lançou o álbum digitalmente em 20 de outubro de 2017, com lançamento físico em 10 de novembro de 2017.

## Desenvolvimento
Em agosto de 2016, Mark Mothersbaugh foi contratado para produzir a trilha do filme. Mothersbaugh foi influenciado por um ensaio em vídeo do canal do YouTube de Every Frame a Painting, que criticava as partituras de filmes anteriores do Universo Cinematográfico Marvel por sua falta de memorização, para tornar a trilha de Thor: Ragnarok o mais distintivo possível. A trilha sonora foi gravada no Abbey Road Studios. O score sintetizado é influenciado pelo trabalho de Jean Michel Jarre. Mark Mothersbaugh usou teclados sintetizadores combinados, usados nos seus dias com a banda Devo, com uma orquestra de 100 peças. Os temas de Patrick Doyle de Thor e Brian Tyler, de Thor: O Mundo das Trevas e Vingadores: A Era de Ultron, assim como o tema "The Lonely Man" de Joe Harnell da série O Incrível Hulk, também são usado no filme. O diretor Taika Waititi teria pedido à banda Queen que trabalhasse na trilha sonora do filme (se o vocalista Freddie Mercury ainda estivesse vivo) porque o filme é "uma aventura cósmica colorida, ousada e bacana" que serviria para o " sinto " da banda. Registros de Hollywood lançou a trilha sonora do filme digitalmente em 20 de outubro de 2017 e foi lançado fisicamente em 10 de novembro de 2017.

## Lista de faixas
Todas as músicas compostas por Mark Mothersbaugh.
| N.º            | Título                     | Duração |  |
| 1.             | "Ragnarok Suite"           | 8:53    |  |
| 2.             | "Running Short on Options" | 2:46    |  |
| 3.             | "Thor: Ragnarok"           | 1:09    |  |
| 4.             | "Weird Things Happen"      | 1:46    |  |
| 5.             | "Twilight of the Gods"     | 6:14    |  |
| 6.             | "Hela vs. Asgard"          | 4:30    |  |
| 7.             | "Where am I?"              | 1:39    |  |
| 8.             | "Grandmaster’s Chambers"   | 1:18    |  |
| 9.             | "The Vault"                | 3:47    |  |
| 10.            | "No One Escapes"           | 3:01    |  |
| 11.            | "Arena Fight"              | 3:32    |  |
| 12.            | "Where’s the Sword?"       | 4:33    |  |
| 13.            | "Go"                       | 1:43    |  |
| 14.            | "What Heroes Do"           | 1:37    |  |
| 15.            | "Flashback"                | 2:59    |  |
| 16.            | "Parade"                   | 2:20    |  |
| 17.            | "The Revolution Has Begun" | 1:47    |  |
| 18.            | "Sakaar Chase"             | 2:12    |  |
| 19.            | "Devil’s Anus"             | 4:52    |  |
| 20.            | "Asgard Is a People"       | 4:20    |  |
| 21.            | "Where To?"                | 2:22    |  |
| 22.            | "Planet Sakaar"            | 2:14    |  |
| 23.            | "Grandmaster Jam Session"  | 3:16    |  |
| Duração total: | Duração total:             | 72:52   |  |

## Músicas adicionais
As músicas adicionais incluídas no filme, inclui "Immigrant Song" de Led Zeppelin e "Main Title" ("Golden Ticket" / "Pure Imagination") de Walter Scharf do filme Willy Wonka and the Chocolate Factory.